# Lucía Palermo
Lucía Fernanda Palermo (Vicente López, 30 de setembro de 1985) é uma remadora argentina, medalhista pan-americana no Rio 2007 e Toronto 2015.

## Carreira
Palermo disputou os Jogos Olímpicos de 2004, 2012 e 2016 pela Argentina, e seu melhor resultado foi o 17º lugar geral no skiff duplo leve, em Atenas, e no skiff simples, no Rio de Janeiro.